# 안거
안거(安居)의 산스크리트어 원어는 바르시카(varsika)로, 바르사(산스크리트어: varṣa, 팔리어: vassa) 즉 비(雨)에서 만들어진 말이다. 인도에서는 4월 16일 또는 5월 16일부터 3개월 90일간은 우기여서, 불교도가 외출할 때 자신도 모르게 초목이나 작은 벌레를 밟아 죽여 금지된 살생을 범하게 되고 또한 행걸(行乞)에도 적합치가 않아, 그 기간에는 동굴이나 사원에 들어앉아 좌선수학에 전념했던 것이다. 이 우기의 수행을 안거(安居) · 우안거(雨安居) 또는 하안거(夏安居)라고 하며, 일하구순(一夏九旬) 또는 구순금족(九旬禁足)이라고도 한다.
안거의 시작은 결하(結夏) · 결제(結制)라 하며, 안거의 끝은 해하(解夏) · 해제(解制)라고 불렀다. 안거의 제도는 고타마 붓다 이전의 브라만교에서 행하여지고 있던 것을 고타마 붓다가 채택한 것으로, 1년 1회(一會)의 안거로서 수행의 성과와 법랍(法臘: 僧歷)의 위계를 정하는 기초로 삼았다. 즉 제1하(第一夏)를 입중(入衆), 5하(五夏) 이상을 사리, 10하(十夏) 이상을 화상(和尙)이라 칭했다.
한편, 중국에서는 하안거(夏安居)와 함께 동안거(冬安居)도 행하여졌으며, 이것은 10월 16일부터 이듬해 1월 15일까지로 되어 있다. 동안거는 설안거(雪安居)라고도 한다.

## 같이 보기
- 불교의 수행법(Buddhist meditation)
- 좌선
- 관불과 염불

## 참고 문헌
- 이 문서에는 다음커뮤니케이션(현 카카오)에서 GFDL 또는 CC-SA 라이선스로 배포한 글로벌 세계대백과사전의 내용을 기초로 작성된 글이 포함되어 있습니다.